# Automatsko oružje
Automatsko oružje je vatreno oružje kojem tlak plina ili druga tehnička rješenja pri ispaljivanju projektila pokreću mehanizam za ponovno (automatsko) punjenje i opaljivanje sljedećeg metka. Mehanizam omogućuje brzu paljbu, odnosno rafal. Primjer automatskog oružja su pištolj, automat, automatska puška i strojnica.